# Nihat Erim
İsmail Nihat Erim (Kandıra, 30 november 1912 - Kartal (Istanbul), 19 juli 1980) was een Turks politicus van de Republikeinse Volkspartij. Hij was tussen 1971 en 1972 premier van Turkije. Hij werd in 1980 vermoord door een lid van het marxistische Dev Sol.
Nihat Erim was een jurist en een prominent lid van de Republikeinse Volkspartij van Ismet Inonü. Onder druk van de militairen, die hem economisch wanbeheer en politieke tweedracht verweten, nam premier Süleyman Demirel begin 1971 ontslag. Nihat Erim werd op 19 maart 1971 door president Cevdet Sunay benoemd tot nieuwe premier. Op 26 maart stelde Erim zijn kabinet samen, dat bestond uit leden van drie partijen, onafhankelijken en technocraten. Erim kondigde hervormingen aan op het vlak van onderwijs en landbouw. Tijdens zijn regering was de staat van beleg van kracht en werden talrijke linkse opposanten gearresteerd. In december 1971 vormde hij een tweede kabinet maar in april 1972 nam Erim ontslag. Dit gebeurde onder druk van hoge militairen die hem verweten te falen in de bestrijding van ondergrondse organisaties.
Hij werd in 1980 door een linkse terrorist van het marxistische Dev Sol vermoord, wat leidde tot represailles, onder andere de moord op de voorzitter van metaalwerkersbond Kemal Turkler.
İsmet İnönü · Ali Fethi Okyar · Celal Bayar · Refik Saydam · Şükrü Saracoğlu · Recep Peker · Hasan Saka · Şemsettin Günaltay · Adnan Menderes · Cemal Gürsel · Suat Hayri Ürgüplü · Süleyman Demirel · Nihat Erim · Ferit Melen · Naim Talu · Bülent Ecevit · Sadi Irmak · Bülent Ulusu · Turgut Özal · Yıldırım Akbulut · Mesut Yılmaz · Tansu Çiller · Necmettin Erbakan · Abdullah Gül · Recep Tayyip Erdoğan · Ahmet Davutoğlu · Binali Yıldırım